# 2008年尼泊尔制宪会议选举
制宪会议选举于2008年4月10日在尼泊尔举行了新宪法制订机构的议员选举。在这个贫瘠的喜马拉雅国家中，这次选举对许多人具有重大的象征意义，2700万尼泊尔人中60％的人在35岁以下，大部分人是首次投票，其中许多人在拂晓前在20,000个投票站外排队。制定一部新宪法的601人制宪会议选举被认为是政府与毛派武装力量达成和平协议的基石，以结束因尼泊尔国王贾南德拉取缔2005年选举导致其被要求交出权力的人民战争。原本该选举计划在2007年6月7日进行，因缺乏一个被广泛认可的选举委员会以及政府领导下的七个政党的准备不足将选举推迟到11月22日。本次选举合格选民数为1750万。
因尼泊尔共产党(毛主义)政治素人形象、强烈的取消帝制政治要求以及多年深耕贱民阶层的因素，在这次选举中一跃成为制定新宪法的制宪会议第一大政治力量，远超110席的老牌政党尼泊尔大会党和103席的尼泊尔共产党(联合马列)。经过数月的协商和讨论，尼泊尔共产党(毛主义)主席达哈尔于2008年8月出任尼泊尔联邦总理。

## 背景
2007年6月，尼泊尔临时议会通过了《制宪会议成员选举法案》，明确规定了选举的体制、选民资格等重要内容。
由尼泊尔选举选区划分委员会建议: 335名议员通过政党比例代表制选出；240名议员通过单选区制选出余下17名议员则通过部长联席会议选举推荐产生。
2007年9月18日，因未满足取消帝制和改变选举制度的要求毛派人士离开临时政府，毛派人士表示，她们将采用非暴力的方式进行街头示威和抗议以保卫共和国的建立和公正的选举。10月5日，因毛派人士要求取消帝制再举行选举，同时选举要采用完全的比例代表制选举的抗议下，选举再次推迟。11月4日，由于尼泊尔大会党的强烈反对，尼泊尔临时议会无法取得所需的绝对多数未能通过毛派人士的上述要求。
2007年9月26日，尼泊尔临时议会放弃了对君主立宪制的默许支持，并呼吁制宪会议要求其退位。应七党联盟的要求，选举委员会提名截止日期推迟到2007年9月30日。
12月15日，尼泊尔临时政府对宪法进行修正，该修正案将制宪会议选举的最后期限从2007年12月15日推迟至2008年4月12日，同时比例代表制的制宪会议议员数量增加到335名，总理任命的议员增加到26名。根据《制宪议会议员选举法案》（2007年）的规定，用聖拉古法计算比例代表制的席位。
2007年12月23日，尼泊尔临时政府同意了取消帝制和议员选举的修改协议，毛派人士表示，他们不久将重新加入政府。尼泊尔临时议会于12月28日以270票赞成，3票反对通过了该协议。
选举委员会将希望登记的政党的新截止日期定为2008年1月14日；先前已注册的政党不必重新注册。1月11日，政府决定于4月10日举行选举。
选举前，尼泊尔民族民主党试图组建保皇党。
2007年10月26日，联合国安全理事会呼吁在2007年底前举行选举。
2008年2月28日，政府与联合民主马德西阵线达成协议，政府同意在制宪会议中保留30％的席位给马德西人并给予马德西人政治团体更长时间登记注册，以结束他们的大罢工和选举抵制。

## 选举新闻

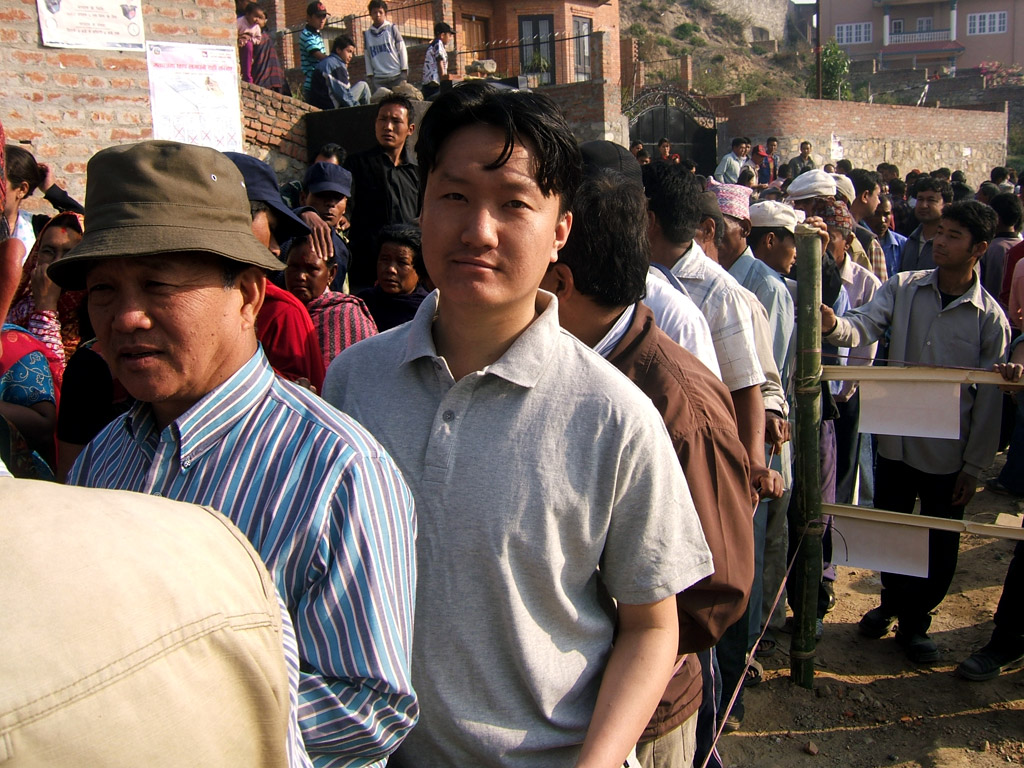
Voters lining up at the polling station

选举前不久，一名尼共(联合马列)候选人被杀，他所在的选区被推迟。在其之死的抗议活动中，有一人被警察开枪打死。联合国加德满都特派团也受到了威胁。4月8日，警察杀死了六名与大会党支持者发生冲突的毛主义者。达哈尔会见了柯伊拉腊，并强调必须“表现出克制，进行公正和自由的选举”。国王贾南德拉呼吁所有成年公民应在自由和公平的环境中行使其民主权利。
大约2万个投票站部署约13万名警察为选举提供安全。选举期间禁止旅行和出售酒类。在奇旺地区，议员候选人的混战导致三个投票站的投票中止。在雅努克布尔，一名候选人遭到开火，但没有受伤；在萨尔拉希区，一名独立候选人被枪杀。尽管发生了此类事件，但仍被认为是大体和平的。
尽管有33个投票站取消了投票，但全国选民的总投票率约为60％。在许多地方，投票的开始和结束都鼓掌。
据统计在16个选区的60个投票站发现有重复投票的现象。4月14日，重复投票增加到21个选区的98个投票站。
种种迹象表明尼共(毛)有可能获得胜利，达哈尔承诺，该党将与其他各党制定新宪法。他还说，该党兑现了通过选举对多党民主的承诺，并将忠实于人民并巩固持久和平的使命。
国王贾南德拉对尼泊尔民众的热心参与选举表示满意。
截至4月17日，已有26名女性在制宪会议中获得席位，其中尼共(毛)有22名女性议员当选。
4月18日，保皇派民族民主党的鲁德拉被发现杀害在家中。与此同时，达哈尔表示，他将主动与国王交谈，以说服他退位，保证国王贾南德拉离开王位后仍可以住在尼泊尔，继续从事商业活动。
尼共(联合)当选议员苏尼尔是首个公开自己同性恋身份的议员。

## 大选结果
以下政党在选举之前介绍了候选人，首席候选人参见英文维基百科。
| 政党 | 政党                          | 选区       | 选区  | 比例代表制 | 比例代表制 | 席位 | 席位 | 席位 | 席位 | 席位 | 席位 |
| 政党 | 政党                          | 票数       | %     | 票数       | %          | 比例 | 比例 | 选区 | 选区 | 委任 | 总计 |
| 政党 | 政党                          | 票数       | %     | 票数       | %          | 候选 | 当选 | 候选 | 当选 | 当选 | 当选 |
| --- | ----------------------------- | ---------- | ----- | ---------- | ---------- | ---- | ---- | ---- | ---- | ---- | ---- |
| | 尼共(毛)                      | 3,145,519  | 30.52 | 3,144,204  | 29.28      | 240  | 120  | 335  | 100  | 9    | 229  |
| | 尼泊尔大会党                  | 2,348,890  | 22.79 | 2,269,883  | 21.14      | 240  | 37   | 335  | 73   | 5    | 115  |
| | 尼共(联合马列)                | 2,229,064  | 21.63 | 2,183,370  | 20.33      | 240  | 33   | 335  | 70   | 5    | 108  |
| | 马德西人民权利论坛            | 634,154    | 6.15  | 678,327    | 6.32       | 103  | 30   | 100  | 22   | 2    | 54   |
| | 德莱马德西民主党              | 345,587    | 3.35  | 338,930    | 3.16       | 94   | 9    | 100  | 11   | 1    | 21   |
| | 国民民主党                    | 310,214    | 3.01  | 263,431    | 2.45       | 233  | 0    | 335  | 8    | –    | 8    |
| | 尼共(马列)                    | 168,196    | 1.63  | 243,545    | 2.27       | 0    | 8    | 1    | 9    |      |      |
| | 亲善党                        | 174,086    | 1.69  | 167,517    | 1.56       | 4    | 5    | –    | 9    |      |      |
| | 尼泊尔人民阵线                | 136,846    | 1.33  | 164,381    | 1.53       | 2    | 5    | 1    | 8    |      |      |
| | 尼共(联合)                    | 39,100     | 0.38  | 154,968    | 1.44       | 0    | 5    | –    | 5    |      |      |
| | 民族民主党                    | 76,684     | 0.74  | 110,519    | 1.03       | 0    | 4    | –    | 4    |      |      |
| | 全国人民阵线                  | 93,578     | 0.91  | 106,224    | 0.99       | 1    | 3    | –    | 4    |      |      |
| | 国家解放党                    | 79,925     | 0.77  | 102,147    | 0.95       | 0    | 3    | –    | 3    |      |      |
| | 尼泊尔工农党                  | 65,908     | 0.64  | 74,089     | 0.69       | 2    | 2    | 1    | 5    |      |      |
| | 联邦民主国家论坛              | 36,060     | 0.35  | 71,958     | 0.67       | 0    | 2    | –    | 2    |      |      |
| | 尼泊尔亲善党(阿南德维)        | 45,254     | 0.44  | 55,671     | 0.52       | 0    | 2    | 1    | 3    |      |      |
| | 全国人民自由党                | 38,568     | 0.37  | 53,910     | 0.50       | 0    | 2    | –    | 2    |      |      |
| | 尼泊尔人民党                  | 17,162     | 0.17  | 48,990     | 0.46       | 0    | 2    | –    | 2    |      |      |
| | 尼共(统一)                    | 51,928     | 0.50  | 48,600     | 0.45       | 0    | 2    | –    | 2    |      |      |
| | 贱民部落党                    | 31,444     | 0.30  | 40,348     | 0.37       | 0    | 1    | –    | 1    |      |      |
| | 尼泊尔民族党                  | 11,352     | 0.11  | 37,757     | 0.35       | 0    | 1    | –    | 1    |      |      |
| | 尼泊尔社会民主人民党          | 13,246     | 0.13  | 35,752     | 0.33       | 0    | 1    | –    | 1    |      |      |
| | 尼泊尔Chure Bhanwar民族融合党 | 18,908     | 0.13  | 28,575     | 0.27       | 0    | 1    | –    | 1    |      |      |
| | 尼泊尔民主社会主义党          | 10,432     | 0.10  | 25,022     | 0.23       | 0    | 1    | –    | 1    |      |      |
| | 尼泊尔家庭党                  | –          | –     | 23,512     | 0.22       | –    | 1    | –    | 1    |      |      |
| | 尼共(马)                      | 1,759      | 0.02  | 21,234     | 0.20       | 0    | 0    | –    | 0    |      |      |
| | 塔芒族党                      | 5,468      | 0.05  | 20,657     | 0.19       | 0    | 0    | –    | 0    |      |      |
| | 全国人民党                    | 5,556      | 0.05  | 19,305     | 0.18       | 0    | 0    | –    | 0    |      |      |
| | 尼共(联合马)                  | 10,076     | 0.10  | 18,717     | 0.17       | 0    | 0    | –    | 0    |      |      |
| | 尼泊尔Lok Kalayankari人党     | 6,700      | 0.06  | 18,123     | 0.17       | 0    | 0    | –    | 0    |      |      |
| | 尼泊尔Janabhavana党           | 104        | 0.00  | 13,173     | 0.12       | 0    | 0    | –    | 0    |      |      |
| | 尼泊尔全国人民党              | 4,497      | 0.04  | 12,678     | 0.12       | 0    | 0    | –    | 0    |      |      |
| | 尼泊尔人民党                  | 5,635      | 0.05  | 12,531     | 0.12       | 0    | 0    | –    | 0    |      |      |
| | 蒙古族组织                    | 6,349      | 0.06  | 11,578     | 0.11       | 0    | 0    | –    | 0    |      |      |
| | 尼泊尔和平委员会              | 45         | 0.00  | 10,565     | 0.10       | 0    | 0    | –    | 0    |      |      |
| | Shanti Party Nepal            | 970        | 0.01  | 10,511     | 0.10       | 0    | 0    | –    | 0    |      |      |
| | Bikas民族党                   | 2,612      | 0.02  | 9,329      | 0.09       | 0    | 0    | –    | 0    |      |      |
| | Nepal Sukumbasi Party(民主)   | 1,459      | 0.01  | 8,322      | 0.08       | 0    | 0    | –    | 0    |      |      |
| | 尼泊尔Bikas民族党             | 1,603      | 0.01  | 8,026      | 0.07       | 0    | 0    | –    | 0    |      |      |
| | Nepal Dalit Shramik Morcha    | 93         | 0.00  | 7,107      | 0.07       | 0    | 0    | –    | 0    |      |      |
| | 尼泊尔社会党                  | 1,197      | 0.01  | 6,564      | 0.06       | 0    | 0    | –    | 0    |      |      |
| | 尼泊尔斯坎塞纳党              | 2,490      | 0.02  | 6,292      | 0.06       | 0    | 0    | –    | 0    |      |      |
| | 尼泊尔大会党（民族）          | –          | –     | 5,721      | 0.05       | –    | 0    | –    | 0    |      |      |
| | 尼泊尔社会党                  | 60         | 0.00  | 5,478      | 0.05       | 0    | 0    | –    | 0    |      |      |
| | Nawa Janabadi Morcha          | 992        | 0.01  | 5,193      | 0.05       | 0    | 0    | –    | 0    |      |      |
| | 印度民主党                    | 265        | 0.00  | 4,902      | 0.05       | 0    | 0    | –    | 0    |      |      |
| | 尼泊尔公正党                  | 459        | 0.00  | 4,697      | 0.04       | 0    | 0    | –    | 0    |      |      |
| | 尤巴民主阵线                  | 496        | 0.00  | 4,772      | 0.04       | 0    | 0    | –    | 0    |      |      |
| | 尼泊尔和平优先联盟            | 316        | 0.00  | 4,443      | 0.04       | 0    | 0    | –    | 0    |      |      |
| | Ekta民族党                    | 43         | 0.00  | 4,150      | 0.04       | 0    | 0    | –    | 0    |      |      |
| | 尼泊尔沙克蒂                  | 532        | 0.00  | 3,752      | 0.03       | 0    | 0    | –    | 0    |      |      |
| | 尼泊尔公平党                  | 281        | 0.00  | 3,396      | 0.03       | 0    | 0    | –    | 0    |      |      |
| | 尼泊尔民族民主党              | 57         | 0.00  | 3,216      | 0.03       | 0    | 0    | –    | 0    |      |      |
| | 尼泊尔Nawa民主党              | 34         | 0.00  | 3,016      | 0.03       | 0    | 0    | –    | 0    |      |      |
| | 自由社会党                    | 152        | 0.00  | –          | –          | 0    | –    | –    | 0    |      |      |
| | 尼泊尔民主生活党              | 96         | 0.00  | –          | –          | 0    | –    | –    | 0    |      |      |
| | 无党籍                        | 123,619    | 1.20  | –          | –          | 2    | –    | –    | 2    |      |      |
| 总数 | 总数                          | 10,306,120 | 100   | 10,739,078 | 100        | 240  | 335  | 26   | 601  |      |      |
| 来源: 尼泊尔选委官网 （页面存档备份，存于），尼泊尔新闻网, 坎蒂普尔在线 （页面存档备份，存于），坎蒂普尔在线 （页面存档备份，存于） |                               |            |       |            |            |      |      |      |      |      |      |

大会党和大会党(民主)在2007年9月25日的选举前合并。
尼共(马列毛中心)在选举前已登记，并拥有1个临时议会议员，现已合并为尼共(毛)。
在提交日期截止的前一天，国家解放党宣布将抵制选举，理由是政府“无视特莱平原日益恶化的局势”。 尼泊尔绿党早些时候还宣布抵制，要求中立的看守政府监督民意调查。
在74个注册政党中，有38个已提交封闭候选人名单，已按比例代表在2008年2月20日截止日期之前提交申请。提交选区席位的截止日期为2008年2月25日。

## 制宪议会开幕与共和国宣言
2008年5月8日，发布最终正式的政党比例代表制当选议员名单。2008年5月12日，选举委员会宣布制宪会议将在2008年5月28日举行。2008年5月27日，当选议员宣誓就职。
5月28日早上，制宪会议主要政党就设置总统问题达成共识，而总理将拥有实际的政府权力。然而，各党就总统权力的大小以及由谁出任总统并未达成共识导致大会开幕的延迟。
当地时间5月28日晚上，制宪会议首先就临时政府提出的尼泊尔政体问题进行了投票表决，制宪会议以560票赞成对4票反对表决通过了尼泊尔废除君主制建立联邦共和制的议案。在这个议案中4个尼泊尔民主党议员投票反对废除君主制。柯伊拉腊表示，尼泊尔进入了一个新时代，国家的梦想成真了。欢庆活动在加德满都举行，政府公布5月29日至30日为公众假期。制宪议会还决定，国王贾南德拉应在15天内离开纳拉扬希蒂王宫。
5月29日，纳拉扬希蒂王宫中的皇家标志被去除，取而代之的是联邦共和国的国旗。据报道，贾南德拉6月2日接受了制宪会议的决定。

## 协商与讨论
6月1日，尼共(毛)、大会党以及尼共(联合马列)再累的十三个政党在和平重建部举行了制宪会议第一次会议：会议未能达成任何强有力的措施，尼泊尔大会党表示总统和总理的职务应该由制宪会议上以简单多数形式选举产生。
6月1日，贾南德拉要求制宪会议妥善安置自己。6月4日，三党举行了会议同意将另外一座宫殿作为贾南德拉的居所，但就总统总理的问题仍旧没有达成协议，但各方一致同意该问题需要更多时间解决。
6月5日，在一次政党内的高级会议后，尼共(毛)立场软化，同意总统一职由民间社会人士担任但依旧反对制宪会议通过简单多数罢免总理职务的提议。尽管尼共(毛)希望总统一职由中立人士担任，但制宪会议提议由现任总理柯伊拉腊担任总统一职。制宪会议举行第二次会议，由于三大政党的僵局，会议时间不到半小时，问题依旧没有获得解决。
6月11日，贾南德拉在纳拉扬希蒂举行了简短的新闻发布会，表示他接受联邦共和制并希望于政府保持合作。他还表示，由于他在海外没有任何资产他打算留在尼泊尔，并表示希望允许他保留其在国内的财产。当晚，贾南德拉离开纳拉扬希蒂，去了他的新住所。
6月12日，达哈尔与柯伊拉腊再次开会协商后不久，一位尼共(毛)部长表示为了加快新政府的组建，并尽快结束当前的过渡时期，以便新的联合政府能在6月18日之前成立其本人宣布将辞职。
6月12日，尼共(联合马列)卡纳尔声称总统一职由该党成员担任比较合适。6月14日，卡纳尔指出制宪的僵局有一部分属于尼共(毛)的因素。同日，柯伊拉腊在与尼共(联合马列)麦纳里的会晤中，柯伊拉腊强调公共行政部门的权力分配应该围绕人民授权与社会共识进行。麦纳里强调，将来的新政府应由尼共(毛)领导，总统职位由大会党出任，制宪会议议长由尼共(联合马列)出任。与此同时，达哈尔表示柯伊拉腊出任总统是对人民授权的不尊重，还表示柯伊拉腊除了健康与高龄问题外会导致在政府内出现两个权力中心。达哈尔说，总统一职应由小党成员担任而不是来自大会党或是尼共(联合马列)的成员担任。
6月15日，柯伊拉腊表示他本人不会竞选总统。与此同时，达哈尔表示他希望新政府能尽快成立并警告任何违背人民意愿的人都将付出沉重代价。在6月16日的制宪会议上，三个主要政党依旧最终在关键问题上仍存在分歧。会后尼共(毛)表示如果在6月17日的制宪会议上依旧达不成协议，则将部长的辞呈提交至柯伊拉腊。
6月17日，尼共(联合马列)卡纳尔表示左翼政党的联合在制宪会议中至关重要，尼共(联合马列)与尼共(毛)在未来存在合作的基础，并指出两派的合作当务之急是解决因宗派和路线分歧所产生的艰难关系。同日，尼共(毛)中央书记处决定在当天的关键问题不做任何退让 如未达成协议，则同意所属部长辞职，该党选择支持拉姆拉贾·普拉萨德·辛格出任总统。同日，马德西人权益论坛发言人表示他们不会加入政府指挥作为会议反对派，并强调与马德西政党合作的重要性。尽管马德西人权益论坛批评三个主要政党专注于权力斗争，但其赞同尼共(毛)领导政府的主张，并表示将政府的关键部长给予其他政党。
制宪会议于6月18日进入无限期休会。当天，三个主要政党继续进行了协商，但未达成协议。尼共(毛)发言人表示，他们正在努力达成协议，已将其截止日期推迟到6月19日。
6月19日，三个主要政党达成协议，制定一个临时宪法修正案，使政府的建立或罢免能够通过制宪会议的简单多数票，而不是此前要求的三分之二多数票。还将尼共(毛)武装力量纳入政府军的问题达成了协议。但是，各方依旧没有将权力分配问题达成协议。同日，七党联盟举行了一次会议，柯伊拉腊表示他准备随时辞职。
6月20日，尼共(毛)与尼共(联合马列)举行了会议，会后尼共(联合马列)卡纳尔表示尼共(毛)对总统由尼共(联合马列)成员出任做出了积极回应。一位尼共(联合马列)重要领导表示两党就内帕尔出任总统一职达成共识。但是，一名尼共(毛)的重要领导对此表示异议，表示两党只是接近达成协议，讨论了内帕尔或普拉丹人选问题。同日，柯伊拉腊与尼泊尔土著民族联合会举行了会议，寻求将土著代表包括在26个提名席位内，会上柯伊拉腊支持尼泊尔土著民族联合会的诉求，并表示他的对手只专注琐碎的事务。
6月24日，七党联盟举行了会议，同意制定一个临时宪法修正案，使选举总统和建立政府只需要制宪会议简单多数就能通过。会后尼泊尔大会党的德乌帕表示擅长人民政治斗争的尼共(毛)造成了现在的政治僵局以及七党联盟的破裂，他还表示在选举总统前尼共(毛)无权要求柯伊拉腊辞职。但是，七党联盟对于尼泊尔大会党提议国家安全委员会应由一名反对派成员存在分歧。尼共(毛)和尼共(联合马列)将其描述为不民主的。还提出了一个建议，要将七个政党的每一个成员都包括在国家安全委员会中。各党就和平、裁军和重返社会有关问题达成了一系列协议。会上还就26个提名席位分配方式达成协议。

## 柯伊拉腊辞职与马德西要求
6月25日，临时政府批准了宪法修正案。6月26日，在制宪会议上柯伊拉腊宣布辞职，但由于程序性问题，柯伊拉腊辞呈需要等到总统选出后才能最终定夺。制宪会议中马德西议员提出要将马德西自治的2008年3月协议也要并入马上通过的宪法修正案。因此，制宪会议计划将在28日重开。在6月27日与柯伊拉腊会谈后，特莱-马德西民主党的特里帕西表示柯伊拉腊同意将马德西协议写入修正案中并表示马德西不在阻挠制宪会议进行下去。
6月28日，七个政党举行会议，讨论马德西的要求；尽管没有决定，但各方都反对马德西作为一个省的要求。制宪会议当天晚些时候开会，再次遭到马德西政党代表的干扰，仅几分钟后就被迫取消会议。6月29日，制宪会议也因马德西の干扰而中断马德西人权益论坛的领导人警告说，马德西政党不仅会阻挠制宪议会，而且会使整个国家陷入瘫痪。6月30日，七党在一次采访中对马德西政党的分裂行为感到沮丧，他赞成马德西自治权，但反对他们要求所有特来平原成为马德西省的要求。尼共(联合马列)哈纳尔也断然拒绝了对马德西一个省的要求，并表示这一要求无视了当地其他族裔的意愿。
7月1日，制宪会议3个主要政党同马德西人权益论坛、特莱-马德西民主党以及亲善党达成写入马德西要求的宪法修正案。原定7月2日的制宪会议也因此中止，三个主要政党就宪法修正案的补充草案进行修订。
7月3日，尼共(毛)与马德西人权益论坛举行会议，尼共(毛)同意在法案中提及马德西自治，同时也表示希望该法案提及其他土著群体的自治愿望。制宪会议中的13个小政党于7月3日表示，他们完全反对马德西作为一个自治省的要求，他们表示是三大政党制造了政治上的僵局，并表示这些问题应该在制宪会议上被讨论。
在7月3日至4日的制宪会议上，来自马德西的议员阻挠会议的进行使得会议因此中止。主持会议的古龙敦促马德西议员尊重其他议员的发言权，但他们无视。7月4日，尼共(毛)、大会党以及尼共(联合马列)同意了旨在满足马德西要求的宪法修正案补充草案。该草案要求国家重建委员会在划定尼泊尔行政区域时，要考虑政府与马德西之间于2008年3月达成的协议。七党联盟举行了一次三党协议会议，在这次会议上，尼泊尔人民阵线，左翼联合阵线和尼泊尔工农党对此草案表示反对，称其将危害民族团结。政府于7月4日晚批准了该法案以及之前商定的委任制宪会议议员。
马德西政党很快将补充修正案法案视为不可接受的“背叛”。尼共(联合马列)秘书长卡纳尔表示，该法案已满足马德西的要求，并且他警告反对该法案既不符合马德西的利益也不符合特莱人民的利益。他呼吁马德西议员提出建议并参加制宪会议的讨论，而不是破坏提案。
7月6日，在三个主要政党与马德西政党之间的会议上，前者同意制定一项新法案，以取代前两天商定的法案，而后者同意停止阻挠制宪会议。7月7日，制宪议会的26名委任议员有23名宣誓就职。7月8日，除尼泊尔工农党外的七党联盟同意了新法案草案的内容，根据该草案，联邦将根据马德西人和其他族群的意愿进行划分。
7月9日，制宪会议运作开始正常，来自马德西的政党仅提出抗议告示，但遭到拒绝后，不管法律司法和议会事务部长不管怎么提出法案，他们选择抵制制宪会议的程序。
7月11日，柯伊拉腊表示，组建政府是尼共(毛)的义务。7月12日，尼共(毛)批评过去三个月中是大会党阻碍尼泊尔政府的建。7月13日，为了抗议该修正案，马德西各党派抵制了制宪会议，会议上审议了宪法修正案并获得通过；制宪会议的442名成员对该修正案投了赞成票，七名议员反对。因此，它成为临时宪法的第五修正案。该修正案允许以制宪会议多数票为基础组建政府；如果没有达成共识，则允许总统及议长以多数票选出。此外，该修正案还规定反对党领袖必须成为宪法委员会成员；但是制宪议会拒绝了要求将反对派领导人包括在国防委员会的提议。

## 总统与副总统的选举
7月14日，在与大会党的会议上，尼共(毛)敦促大会党尽快加入新政府，大会党一位发言人表示大会党没有确定是否加入新政府。7月15日，尽管尼共(毛)同意支持尼共(联合马列)的总统候选人，但尼共(毛)对尼共(联合马列)选择内帕尔表示犹豫并表示尼共(联合马列)的总统候选人最好来自特莱平原或是原住民并且均为女性。同日，大会党与尼共(毛)举行会议上，提议由柯伊拉腊出任总统，尼共(毛)再次表示对柯伊拉腊的不支持。
7月19日上午，大会党、尼共(联合马列)以及马德西人权益论坛达成协议，以相互支持对方的方式分配总统、副总统以及制宪会议议长的职位。在晚些时候的制宪会议上，第一轮总统选举中没有任何人获得过半支持，之后的副总统选举中，马德西人权益论坛提名的杰哈以305票支持当选而尼共(毛)提名的什雷斯塔仅获得243票落选。
7月20日，大会党表示，临时成立的三党联盟并非旨在组建政府。
7月21日，制宪会议举行第二轮总统选举，由大会党、尼共(联合马列)和马德西人权益论坛支持的亚达夫以308票支持取得胜利，来自特莱平原的总统候选人则落选。早在第一轮总统选举前，尼共(毛)因畏惧诸如土地改革之类的选举承诺将无法通过而被所代表的选民抛弃威胁如果不选尼共(毛)的总统候选人就拒绝组建政府。7月23日，亚达夫宣誓就职，柯伊拉腊并在之后递交辞呈。

## 制宪会议工作开始
2008年7月23日，新组建的联盟同意尼共(联合马列)的内姆旺出任制宪会议议长，他的当选没有被制宪会议反对。随后，尼共(毛)宣布仍然愿意组建政府，但要由各方保证三点:
1. 尼共(毛)所领导的政府在两年内不得被制宪会议罢免
2. 要求解散尼泊尔大会党-尼共(联合马列)-马德西人权益论坛的联盟
3. 制宪会议通过尼共(毛)提出的最低纲领。[43]尼共(毛)在2008年8月2日的一次会议上向制宪议会其他政党提出了关于共同的最低纲领的建议。其他政党没有立即做出回应，称他们将需要时间来研究这个建议。[44]

8月15日，在制宪会议上举行的选举总理投票中，尼共(毛)候选人达哈尔得到20个政党464票支持113票反对成功当选总理。 执政联盟就新内阁的组成进行了讨论，会后各方同意尼共(毛)将得到9个部长职位，尼共(联合马列)得到6个部长职位，-马德西人权益论坛得到4个部长职位。8月18日，达哈尔在总统办公室向亚达夫宣誓就职。在宣誓过程中，他做了一点改动，以“以人民的名义”而不是“以上帝的名义”宣誓。